# Moshe Czerniak
Moshe Czerniak est un joueur d'échecs israélien d'origine polonaise né le 3 février 1910 à Varsovie (dans l'Empire russe) et mort le 31 août 1984 à Tel Aviv.

## Biographie et carrière
Czerniak émigra en Palestine mandataire en 1934. Il remporta le premier et le troisième championnats de Palestine en 1936 et 1938 à Tel Aviv et à Jérusalem. Il représenta la Palestine lors des olympiades de 1935 (joueur de réserve) et de 1939 (il jouait au premier échiquier et la Palestine finit neuvième). En septembre 1939, il fut bloqué en Argentine après l'olympiade d'échecs. Il émigra en Israël en 1951 et devint champion d'Israël en 1955 et 1974 et représenta Israël lors de neuf olympiades de 1952 à 1974. Il reçut le titre de maître international en 1952.

## Palmarès
Czerniak a remporté les tournois de Quilmes 1941 (devant J. Pelikan et H. Rossetto) et 1944, Buenos Aires 1944 (mémorial Roberto Grau, ex æquo avec Paul Michel) et  1948-1948 (devant Pelikan), Rosario 1950 (devant Pelikan), le tournoi de Reggio Emilia 1951 (devant Herman Steiner), Vienne 1951 (mémorial Schlechter, devant Erik Lundin et Ernst Grünfeld),  Netanya 1961 (ex æquo avec Matulovic et Trifunovic), Amsterdam 1962 (tournoi IBM, ex æquo avec Tan Hiong Long), Netanya 1965 (devant Matanovic, Gligoric et Kraidman).
Il termina quatrième du tournoi d'échecs de Buenos Aires 1939 remporté par Miguel Najdorf et Paul Keres, puis deuxième du tournoi du club Argentina à Buenos Aires en 1940 et deuxième du tournoi fermé de 1941 (derrière Najdorf), troisième en 1942, deuxième du tournoi de Rosario en 1943. Il finit deuxième du tournoi IBM d'Amsterdam en 1963, deuxième du premier mémorial Rubinstein en 1963.

## Record
En 1953, au tournoi de Mar del Plata, Czerniak fut l'auteur avec Herman Pilnik d'une des plus longues parties d'échecs. La partie dura 191 coups, s'étala sur six séances et 23 heures. Elle se termina par la nulle. La revue d'échecs La Stratégie mentionne une partie d'environ 250 coups disputée au XIXe siècle en Australie.

## Une partie remarquable
Victor Winz (en) - Moshe Czerniak, Tel Aviv, 1939,,
1. d4 Cf6 2. c4 g6 3. f3 d5 4. cxd5 Cxd5 5. e4 Cb6 6. Cc3 Fg7 7. Fe3 0-0 8. f4 Cc6 9. d5 Cb8 10. a4 e5 11. a5 exf4!! 12. axb6 fxe3 13. Txa7! Dh4+! 14. g3! Fxc3+! 15. bxc3 Dxe4! 16. Cf3! Fg4! 17. Txa8! Fxf3 18. Dd3! De5! 19. bxc7! Dxc7! 20. Tg1 Db6 21. g4? (21. Fe2!) 21...Td8! 22. Tg3 Txd5!! 23. Txb8+ Rg7 24. Txf3 Txd3 25. Fxd3 Dc7!! 26. Te8 Dxc3+ 27. Rf1 Dxd3+ 28. Rg2 Dd2+ 29. Rg3 e2 30. Tfe3 De1+ 31. Rh3 Df1+ 32. Rg3 Dg1+ 33. Rh3 Df2! 34. T8e5 b5! 35. g5 h5! 36. T5e4 b4 37. Txe2 Df3+ 38. Rh4 b3 39. T2e3 Df2+ 40. Rh3 b2 41. Te8 Dxe3+! 0-1.